# Viltipoco
Viltipoco fue un líder indígena del Pueblo Omaguaca, que fue curaca de Humahuaca y Purmamarca, en el norte del actual territorio de Argentina y que comandó una guerra de resistencia contra la invasión de sus tierras por parte del Imperio Español, en 1594. El levantamiento de Viltipoco integra las Guerras calchaquíes, una sucesión de enfrentamientos indígenas contra el Imperio Español, entre 1560-1667. Viltipoco unió varias parcialidades de los Omaguacas: los fiscaras o tilcaras, los ocloyas, los osas, inclusive pidiendo ayuda a los chibchas (del Norte, en la actual Tarija) y a diaguitas (al oeste) formando un numeroso ejército de varios miles de guerreros. Un 25 de mayo de 1576  arrasó la segunda fundación española de Jujuy (San Francisco de Álava, fundada en 1575 ) y luego en 1594 combatió  la tercera y definitiva fundación de San Salvador de Velasco en el Valle de Jujuy fundada el año anterior. Derrotado por Francisco de Argañaraz y Murguía, algunas versiones cuentan que murió en prisión en fecha indefinida, otras que fue bautizado con el nombre de Diego Vilte o Diego Viltipoco y convivió pacíficamente, a cambio que se formaran Cabildos de Indios en los principales poblados de Humahuaca y Tilcara .Sus descendientes, de apellido Vilte, siguen siendo gente destacada de la localidad de Purmamarca, pintoresca localidad de la Quebrada de Humahuaca, personalidades de la cultura y la política  y propietarios de viñedos y fincas. Aún hoy están en pie los edificios donde funcionaba el Cabildo de Indios en Humahuaca y Tilcara. A través de los siglos los Vilte migraron también a otras localidades de la provincia de Jujuy y provincias aledañas.

## Biografía
Viltipoco fue un líder indígena del pueblo quechua, que fue curaca de Humahuaca y Purmamarca, en el norte del actual territorio de Argentina y que comandó una guerra de resistencia contra la invasión de sus tierras por parte del Imperio Español, en 1594. El levantamiento de Viltipoco integra las Guerras calchaquíes, una sucesión de enfrentamientos indígenas contra el Imperio Español, entre 1560-1667. Viltipoco unió varios señoríos indígenas contra los españoles, que le permitió formar un ejército de hasta 10 000 guerreros, con el que sitió la ciudad de San Salvador de Jujuy fundada un año antes. El fundador de Jujuy, Francisco de Argañaraz y Murguía se infiltró a continuación en la Quebrada de Humahuaca y atacó por sorpresa el campamento enemigo, matando a los principales jefes y capturando a Viltipoco, que fue llevado a San Salvador de Jujuy y luego a Santiago del Estero, donde murió en prisión algunos años después.
La biografía más conocida de Viltipoco fue la construida por el padre Miguel Angel Vergara pero los nuevos estudios señalan que :
"Recién en las últimas décadas, nuevos estudios que apelan a diferentes marcos teóricos y que incorporan otras fuentes documentales, han comenzado a replantearse la identidad de Viltipoco, su poder y su manejo político. Éstos insertaron la figura del cacique en marcos de interrelaciones macro regionales, ampliando los horizontes de la historia tradicional donde la conquista española de la región era pensada como un proceso aislado y sin conexión dentro de las diferentes historias locales. Según la documentación colonial, y estudios posteriores, Viltipoco representaría alguna de estas cosas: era un curaca atacameño, un jefe étnico de la Circumpuna, el jefe étnico de Tilcara (o al menos de un curacazgo que comprendía como parte de su territorio una porción de la quebrada de Purmamarca) o el nombre de un tipo de jefatura"